# Kapiolani
Kapiolani (fullständigt namn: Julia Na-pela-kapu-o-Kakaʻe Kapi‘olani), född 31 december 1834, död 24 juni 1899, var drottningen av Hawaii 1874-1891.
En orden med samma namn har inte uppkallats efter drottningen, fast den grundades av hennes man. Riddarordnen är nämnd efter Kapi‘olani den Stora som stödde spridningen av kristendom i Hawaii. Kapi‘olani Community College, som fungerar under universitetet Hawaii, har dock fått sitt namn efter Kapi‘olani och är den enda av universitets campus som har fått sitt namn efter en person.

## Bakgrund och familj
Kapi‘olanis föräldrar var hövdingarna Kūhiō och Kinoiki.
År 1852 anlände Kapi‘olani till Honolulu där hon gifte sig med Bennett Nāmākēhā. Han var hövding och faster till drottningen Emma, vilket ledde till det att Kapi‘olani fick huvudansvar att uppfostra kronprinsen Albert Kamehameha. Emma och Kapi‘olani var inte goda vänner med varandra, och Emma beskyllde henne för sin sons död. Brevväxlingen mellan kvinnorna blev dock mer respekterande efter detta vilket kan vara ett tecken på förlåtelsen.
Kapi‘olani och Namākēhā försökte få ett barn men hon fick missfall och paret fick aldrig ett barn. Kapi‘olani blev en änka år 1857 blev sjuk och dog under en resa till Kiribati.
Då Hawaiis kyrka grundades år 1862, Kapi‘olani konverterade och blev anglikan.

## Hawaiis drottning
Efter att ha blivit en änka för första gång träffade Kapi‘olani Kalākaua, en ung man från en hövdingsfamilj. Enligt rykten gifte Kalākaua sig med en "mycket äldre" änka bara för att utöka sin egen status. I verklighet var Kapi‘olani bara 11 månader äldre än sin man. En skillnad mellan de två var att Kapi‘olani aldrig hade behärskat engelska och behövde ofta använda tolk. Kalākaua och Kapi‘olani gifte sig år 1863. Paret fick aldrig egna barn.
Kungen Lunalilo dog utan arvingar, och enligt Hawaiis grundlag skulle den nya kungen väljas bland adeln genom val. Kalākaua vann val år 1874, och då blev Kapi‘olani Hawaiis drottning.
Kapi‘olani deltog inte i sin mans jordenruntresa år 1881.
Som drottning bestämde Kapi‘olani ägna sig åt välgörenhet. År 1884 mötte hon personer som hade smittats av lepra och deras närstående på Molokai, och organiserade en klädinsamling för dem tillsammans med Liliʻuokalani. Nästa år öppnade hon ett flickhem för de friska barnen till leprapatienter.
År 1887 reste Kapi‘olani till Storbritannien för att delta i drottningen Viktorias femtioårsjubileum. Under sitt besök bekantade hon med bl.a. sjukhus som serverade utsatta barn och kvinnor. Kapi‘olani ansåg detta som inspiration och efter sin retur till Hawaii började hon samla in pengar för en likadan institution. År 1890 öppnades Kapiʻolani Maternity Home som idag heter Kapiʻolani Medical Center for Women and Children.
Kapi‘olani avled den 24 juni 1899 i sitt hem på Waikiki.

## Utmärkelser
- Kungliga orden av Kamehameha I (Hawaii, 1879)
- Kungliga orden av Kalākaua (Hawaii, 1879)
- Kungliga orden av Hawaiis krona (Hawaii, 1883)
- Kungliga orden av Kapi‘olani (Hawaii, 1883)
- Dyrbara Kronans orden (Japan, 1890)
- Sankt Savaorden (Serbien, 1881)
- Takovoorden (Serbien, 1881)

Källa: